# Liste der Monuments historiques in Brumath
Die Liste der Monuments historiques in Brumath führt die Monuments historiques in der französischen Gemeinde Brumath auf.

## Liste der Bauwerke
| Bezeichnung                                     | Beschreibung                                            | Standort                    | Kennzeichnung | Schutzstatus | Datum | Bild |
| ----------------------------------------------- | ------------------------------------------------------- | --------------------------- | ------------- | ------------ | ----- | ---- |
| Vorgeschichtliche und gallo-römische Nekropolen | mehrere Nekropolen im Nord- und Südteil des Stadtwaldes | im Forêt de Brumath (Lage)  | PA67000096    | Inscrit      | 2015  |      |
| Kirche von Stephansfeld                         | ab dem Anfang des 13. Jahrhunderts                      | Avenue de Strasbourg (Lage) | PA00084662    | Inscrit      | 1965  |      |

## Liste der Objekte
| Bezeichnung                | Beschreibung                           | Standort                          | Kennzeichnung | Schutzstatus | Datum     | Bild |
| -------------------------- | -------------------------------------- | --------------------------------- | ------------- | ------------ | --------- | ---- |
| Orgel                      | Ensemble aus PM67000035 und PM67000034 | in der lutherischen Kirche (Lage) | PM67001000    | Classé       | 1975 1973 |      |
| Instrumentalteil der Orgel | 1809/10 von Michael Stiehr gebaut      | in der lutherischen Kirche (Lage) | PM67000034    | Classé       | 1973      |      |
| Orgelprospekt              | 1809/10 von Michael Stiehr gebaut      | in der lutherischen Kirche (Lage) | PM67000035    | Classé       | 1975      |      |